# الاضطرابات البوروندية (2015–2018)
أعلن حزب المجلس الوطني للدفاع عن الديمقراطية – قوى الدفاع عن الديمقراطية الحاكم في بوروندي يوم 25 أبريل عام 2015 أن الرئيس البوروندي بيير نكورونزيزا سيترشح لفترة رئاسية ثالثة في انتخابات عام 2015، وهو ما أشعل مظاهرات معارضة لترشح نكورونزيزا لفترة ثالثة.
اندلعت مظاهرات حاشدة في العاصمة بوجومبورا واستمرت لأكثر من ثلاثة أسابيع، ووافقت المحكمة الدستورية خلال تلك الفترة على ترشح نكورونزيزا لفترة رئاسية ثالثة، وذلك بالرغم من فرار أحد قضاة المحكمة على الأقل من البلاد قائلاً أنه تلقى تهديدات بالقتل من قبل أعضاء في الحكومة. ودفعت هذه الاحتجاجات الحكومة إلى قطع الإنترنت والهاتف وإغلاق جميع الجامعات الحكومية ووصف المسؤولون الحكوميون المتظاهرين ب«الإرهابيين».
أُعلِن عن محاولة انقلاب بقيادة الجنرال غودفروا نيومبار بتاريخ 13 مايو عام 2015، بينما كان نكورونزيزا في اجتماعٍ طارئ بتنزانيا حول الوضع في بلاده. ولكن فشلت محاولة الانقلاب في اليوم التالي وأعادت الحكومة سيطرتها على الوضع.

## خلفية
استمرت الحرب الأهلية البوروندية من عام 1993 حتى عام 2005، ويقدر عدد قتلى الحرب بنحو 300,000 شخص. انتهت الحرب بعملية سلام أدت إلى صياغة دستور عام 2005 ضمن تمثيلاً للهوتو والتوتسي وإجراء انتخابات برلمانية جعلت من بيير نكورونزيزا المنتمي للهوتو رئيساً للبلاد.
بقي الفقر منذ عام 2005 إحدى المشاكل الكبيرة التي تواجه بوروندي؛ فوفقاً للبنك الدولي تعيش نسبة 65% من البورونديين تحت خط الفقر. ولا تملك الحكومة ما يكفي من المال لتمويل البرامج اللازمة ويعتمد الاقتصاد على صادرات البن التي تذبذبت أسعارها بشكل جذري خلال السنوات الماضية وهو الأمر الذي جعل التخطيط المالي على المدى الطويل شيئاً أقرب إلى المستحيل.

### دستورية ولاية رئاسية ثالثة
فرّ نائب رئيس المحكمة الدستورية من البلاد يوم 4 مايو 2015، وذلك عقب تهديدات بالقتل تلقاها من مسؤولين حكوميين نافذين. وأدّعى القاضي أن معظم قضاة المحكمة العليا البالغ عددهم سبعة يرون أنه من غير الدستوري انتخاب نكورونزيزا لفترة رئاسية ثالثة. كما صرح وزير الخارجية الأمريكي جون كيري أن ترشح نكورونزيزا «يتعارض مع الدستور بصورة مباشرة.»
بعد مغادرة أربعة من أصل القضاة السبعة للمحكمة الدستورية (بمن فيهم نائب رئيس المحكمة)، وافق ثلاثة قضاة على حق نكورونزيزا في الترشح لولاية ثالثة. اعتبر معارضون قرار المحكمة بالـ«متلاعب به».
يقول منتقدو الرئيس إن أفعاله تهدد اتفاق السلام الذي صان البلاد من التوترات الإثنية بعد انتهاء الحرب الأهلية عام 2005 لا يخول الدستور نكورونزيزا بالسعي للترشح لولاية ثالثة في منصبه، فيما يرى أنصاره أنه لا ينبغي احتساب ولايته الأولى البالغ مدتها خمس سنوات لأنه انتخب من قبل البرلمان وليس من قبل الشعب مباشرة.

## الاحتجاجات

### الأسبوع الأول
أعلن المجلس الوطني للدفاع عن الديمقراطية – قوى الدفاع عن الديمقراطية الحاكم يوم 25 أبريل عام 2015 عن ترشيح نكورونزيزا لولاية رئاسية ثالثة في الانتخابات المقرر عقدها يوم 26 يونيو 2015. أدى هذا الإعلان إلى اندلاع احتجاجات شارك فيها معارضي نكورونزيزا، ومتظاهرين عبروا عن سخطهم من ترشحه فيما اعتبروه انتهاكاً واضحاً لدستور البلاد الذي ينص على عدم جواز ترشح الرئيس لأكثر من ولايتين.
قام المتظاهرون بقطع الأشجار لمحاصرة الطرق في العاصمة بوجومبورا. التقى الرئيس البوروندي مع دبلوماسي أمريكي يوم 30 أبريل وأخبر الرئيس نكورونزيزا الدبلوماسي أن الاحتجاجات كانت مخالفة للقانون.
وقع هجوم بإلقاء قنبلة يدوية الصنع في العاصمة يوم 1 مايو، ما أدى إلى مصرع ثلاثة أشخاص من بينهم شرطيان، وتحدثت منظمات حقوق الإنسان عن تعرض المتظاهرين للضرب والاعتقال. وقد ألقى نكورونزيزا خطاباً خلال نفس اليوم، قال فيه أن الاحتجاجات غير قانونية وتوعد بتأسيس لجنة ستقدم ما تخلص إليه قبل حلول موعد الانتخابات في يونيو، وقال: «ستتخذ عقوبات شديدة بحق المُدانين» بارتكاب أنشطة غير قانونية.
وصف وزير الأمن الجنرال غابرييل نيزيغاما يوم 2 مايو الاحتجاجات بأنها «انتفاضة» واعتبر المتظاهرين «مجرمين وإرهابيين وحتى أعداءً للبلد». أفاد الصليب الأحمر الدولي بمقتل ما لا يقل عن ستة أشخاص في المظاهرات، كما أفاد المتحدث باسم المفوضية السامية للأمم المتحدة لحقوق الإنسان روبرت كولفيل عن اعتقال أكثر من 400 متظاهر، كان قد تعرض بعضهم للضرب في السجن.

### الأسبوع الثاني
تواصلت الاحتجاجات يوم 4 مايو بعد انقطاع دام يومين دعا إليه زعماء المعارضة. وبدأت الاحتجاجات سلمياً ولكن لقي اثنين على الأقل من المتظاهرين مصرعهم على يد قوات الشرطة بعد إلقاء الحجارة على الشرطة.

### محاولة الانقلاب

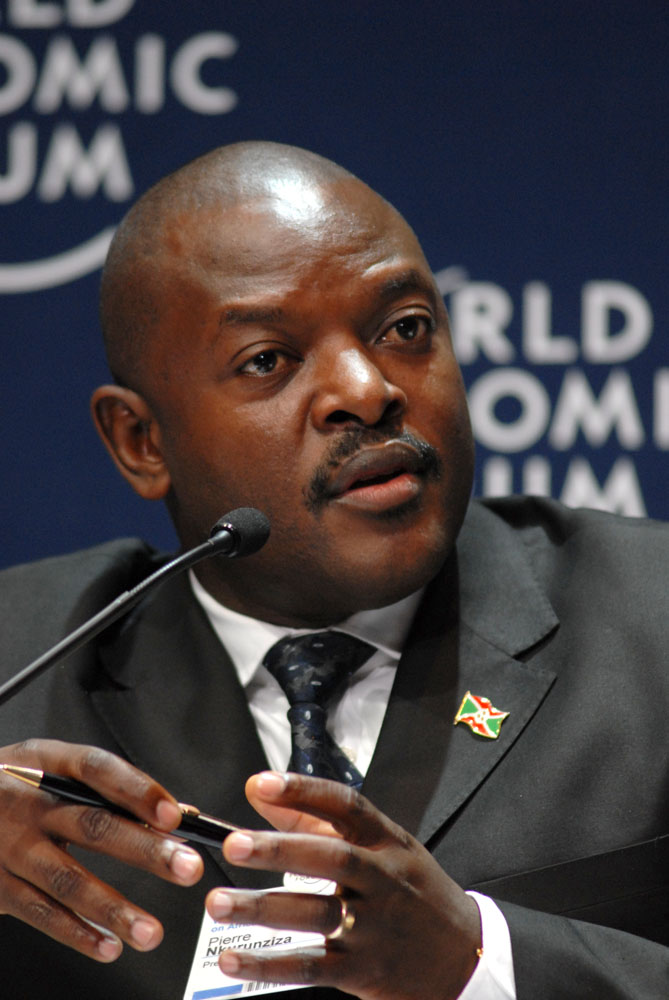
بيير نكورونزيزا عام 2008

أعلن اللواء غودفروا نيومبار عن انقلاب عبر الإذاعة يوم 13 مايو عام 2015، بينما كان نكورونزيزا في تنزانيا يحضر مؤتمر طارئ بشأن الوضع في بلاده. انقلب الرئيس السابق لأركان الجيش ورئيس جهاز الاستخبارات نيومبار برفقة ضباط رفيعي المستوى في الجيش والشرطة ومنهم وزير الدفاع السابق على نكورونزيزا وحكومته. خرجت الحشود إلى شوارع العاصمة احتفالاً وشوهد الجنود يحرسون مقر هيئة الإذاعة الحكومية عقب الإعلان. حاول نكورونزيزا أن يعود بطائرته إلى بوروندي ولكنه اضطر للعودة إلى تنزانيا بعد منع طائرته من الهبوط. نقلت وكالة فرانس برس عن قيام الجنود المتمردين بالسيطرة على مطار بوجومبورا الدولي. ولكن قائد القوات المسلحة برايم نيونغابو أعلن عبر الإذاعة الحكومية هزيمة الانقلابيين ودعاهم للاستسلام خلال ليلة 13-14 مايو. وبقيت القوات الموالية للحكومة مسيطرة على كل من الإذاعة الحكومية والقصر الرئاسي. وبعد ذلك بوقتٍ قصير نقلت فرانس برس عن وقوع اشتباكات عنيفة في محيط مجمع الإذاعة والتلفزيون بعد مهاجمته من قبل المتمردين. بقيت المحطة في أعقاب الاقتتال تحت سيطرة القوات الموالية.
أفادت رويترز عن صحفي يعمل في قناة البث التلفزيوني المملوكة للدولة قوله وجود «إطلاق نار كثيف» حول المحطة في العاصمة. كما أفادت نفس الوكالة نقلاً عن شهود عيان تعرض محطتان إذاعيتان بثتا إعلان نيومبار للهجوم من قبل رجال في زي الشرطة. وأضرمت النيران في مبنى محطة «راديو بابليك أفريكان» (وتعني من الفرنسية: «الإذاعة الأفريقية العامة»). كما قُتل خمسة جنود نتيجة للاشتباكات التي قالت الحكومة أنها أدت إلى استرجاع السيطرة على المواقع.
أدانت رئيسة الاتحاد الأفريقي نكوسازانا دلاميني زوما محاولة الانقلاب ودعت للعودة إلى النظام الدستوري وحثت «جميع الأطراف المعنية إلى ممارسة أقصى درجات ضبط النفس». شكرَ نكورونزيزا قوات الجيش الموالية له التي قال إنها «تضع الأمور في نصابها» وقال سيتم مسامحة المتمردين في حال استسلامهم.
بدأت علائم فشل الانقلابيين تتكشف خلال الساعات التي أعقبت الهجمات الفاشلة على مبنى الإذاعة والتلفزيون الحكومي. أعلن نكورونزيزا في وقت لاحق من يوم 14 مايو عن عودته إلى بوروندي رغم عدم ذكر مكان تواجده في تنزانيا لأسباب أمنية. وقام بتهنئة «الجيش والشرطة على وطنيتهم» وهنأ «الشعب البوروندي قبل كل شيء على صبرهم». قال الجنرال سيريل ندايروكي وهو أحد قادة الانقلاب: «لقد باءت حركتنا بالفشل» بسبب «التغاضي عن العزم العسكري لدعم السلطة». كما لمح إلى عدم رغبة الجنود الداعمين للانقلاب إلى مواصلة القتال، وقال إن قادة الانقلاب «لا يرغبون في أن يكونوا مسؤولين عن قيادة هؤلاء الذين تبعونا إلى حتفهم».
قال نيومبار وقادة الانقلاب الآخرين أنهم قرروا الاستسلام للقوات الحكومية يوم 15 مايو، بينما عاد نكورونزيزا إلى بوجومبورا. وقد تحدث في الإذاعة الرسمية خلال ذات اليوم وقال «يوجد سلام في كامل البلاد» وتوعد بفشل أي أحد سيحاول إثارة الاضطرابات. وكشفت الحكومة أن نيومبار ما يزال طليقاً، وهو ما يتناقض مع بيان سابق ذكر أنه جرى القبض عليه.
ظهر ثمانية عشر شخصاً من بينهم وزير الدفاع السابق الجنرال سيريل ندايروكي ومفوض الشرطة زينون ندابانيزي في المحكمة يوم 16 مايو. يدعي أقارب المعتقلين أنهم تعرضوا للضرب في المعتقل.
قام نكورونزيزا بإقالة ثلاثة وزراء من حكومته وهم وزير الدفاع الوطني بونتيان غاكوبوندج ووزير الخارجية لوران كافاكوري ووزيرة التجارة ماري روز نزيجييمانا.

### عنف ما قبل الانتخابات
جرى نشر جنود مدججين بالسلاح في شوارع بوجومبورا بعد محاولة الانقلاب. وقرر نكورونزيزا تأجيل الانتخابات البرلمانية لعشرة أيام بناءً على توصية من لجنة الانتخابات بينما بقيت الانتخابات الرئاسية في موعدها المحدد. وأفادت تقارير صحفية عن مقتل جندي واحد بنيران الشرطة في 20 مايو 2015. ألقى نكورونزيزا خطاباً مُتلفزاً يوم 20 مايو، وحذر فيه من مخاطر الاضطرابات والعنف القائم على أسس إثنية، ومن العودة إلى «توترات الانقسام الإثني» التي كانت البلاد قد شهدتها خلال الحرب الأهلية. في حين قُتل ثلاثة أشخاص وأصيب 21 بجروح عندما أُلقيت قنابل يدوية على سوق في بوجومبورا يوم 23 مايو.
قُتل زعيم حزب الاتحاد من أجل السلام والتطور المعارض زيدي فيروزي بإطلاق نار مع حارسه الشخصي في العاصمة بتاريخ 23 مايو 2015، وهو الأمر الذي دفع أحزاب المعارضة إلى تجميد المفاوضات مع الحكومة بعد مقتله.
غادر النائب الثاني للرئيس جيرفيس روفيكيري وهو عضو في الحزب الحاكم البلاد في 25 يونيو 2015، وذهب إلى المنفى في بلجيكا وأعلن عدم دستورية ترشح نكورونزيزا لولاية ثالثة وأن نكورونزيزا يضع مصالحه الخاصة قبل مصالح بلده. وقال إن نكورونزيزا كان «أصماً» حتى استطاع تجاهل كل الأصوات الداعية إلى عدم ترشحه، وبالمقابل رحبت الحكومة بمغادرة روفيكيري وأدعت تورطه في محاولة الانقلاب. وفي تلك الأثناء زحف طلاب بورونديون تحت أبواب موقف سيارات السفارة الأمريكية المحمي دبلوماسياً.
أعلنت أحزاب وجماعات المعارضة عن مقاطعتها للانتخابات في 26 يونيو. قامت «مجموعة من الشبان مجهولي الهوية» بإضرام النيران في مبنى بمقاطعة نتيغا حيث تواجدت مجموعة من صناديق الاقتراع وأكشاك التصويت، ما أدى إلى تدمير بعضها. ووقع أيضاً هجومان بالقنابل اليدوية في بوجومبورا لم يسفرا عن إصابات.
فر رئيس الجمعية الوطنية بي نتافيوهانيوما إلى بلجيكا يوم 28 يونيو، وأشار إلى الاضطرابات ومعارضته لترشح نكورونزيزا لفترة ثالثة وقال: «لقد نصحت الرئيس بشكل شخصي بالتخلي عن خططه للترشح لولاية ثالثة لكنه رد بتهديدي.. وبإهانتي.»
دعا الجنرال ليونار نغينداكومانا وهو أحد قادة الانقلاب إلى تمرد مسلح ضد نكورونزيزا في حديث مع محطة تلفزيونية كينية بتاريخ 6 يوليو، وقال إن مجموعته مسؤولة عن هجمات القنابل اليدوية السابقة وقال «إن قصدنا هو التصعيد». ونقلت تقارير صحفية عن وقوع اشتباكات شمالي بوروندي خلال يومي 10–11 يوليو. وأعلنت القوات المسلحة يوم 13 يوليو عن إصابة ستة جنود من قواتها أثر معارك مع المتمردين وزعمت مقتل 13 متمرداً وإلقاء القبض على 170 آخرين. وقالت الحكومة البوروندية أن عبور المتمردين للحدود الشمالية كان من رواندا عبر غابة نيونغوي، ولكن الحكومة الرواندية نفت هذا الإدعاء. وقال نغينداكومانا أن المتمردين ينتمون لجماعته.

### عنف ما بعد الانتخابات
اقترح قائد المعارضة البارز أغاثون رواسا تشكيل حكومة وحدة وطنية محذراً من إمكانية تصاعد العنف والتمرد المسلح ضد نكورونزيزا بعيد عقد الانتخابات التي قاطعتها المعارضة يوم 21 يوليو 2015. ووضع رواسا شروطاً للمشاركة في حكومة الوحدة تضمنت تقصير ولاية نكورونزيزا لما لا يزيد عن سنة واحدة وإجراء انتخابات جديدة ولكن شكك رواسا من قبول نكورونزيزا لهذه الشروط. كما حث الساعين لتنحية نكورونزيزا عن الحكم من خلال اللجوء للعنف إلى التركيز على الحوار. رحبت الحكومة بمقترح تشكيل حكومة وحدة وطنية بيد أنها رفضت فكرة تقصير مدة الولاية الرئيسية الثالثة لنكورونزيزا.
اُغتيل الجنرال مسؤول الأمن الرئاسي أدولف نشيميريمانا على يد مسلحين في سيارته بالعاصمة بوجومبورا يوم 2 أغسطس عام 2015. اُعتبِرَ نشيميريمانا من أبرزِ حلفاء نكورونزيزا ووصِفَ بـ«ذراعِه الأيمن». وانتشرت معلومات حول تورطه الكبير في قمع الاحتجاجات ضد نكورونزيزا وإحباط محاولة الانقلاب، كما واتهمه البعض بتنفيذ عمليات قتل منظمة لمعارضي الحكومة. ذهب مراسل وكالة فرانس برس إسدراس نديكومانا إلى موقع الهجوم ويُزعم تعرضه للضرب والاعتقال. وأفرج عنه لاحقاً بعد مضي ساعتين وعولجت جراحه في أحد المستشفيات.
تعرض ناشط حقوق الإنسان والمعارض البارز بيير كلافير مبونيمبا لإطلاق نار في بوجمبورا وأصيب بجروح بالغة يوم الثالث من شهر أغسطس. ونُقِل يوم 9 أغسطس إلى مستشفى ببلجيكا لتلقي العلاج.
اغتيل العقيد جان بيكوماغو وهو أحد قادة الجيش خلال فترة الحرب الأهلية في بوجمبورا يوم 15 أغسطس، ما زاد من مخاوف اندلاع حرب أهلية جديدة في البلاد.
أدى نكورونزيزا اليمين الدستورية رئيساً لبوروندي لولاية ثالثة يوم 20 أغسطس، ولم يُعلن عن حفل تنصيبه إلّا في نفس يوم إقامته. ووصف نكورونزيزا إعادة انتخابه بـ«النصر لجميع البورونديين». وأنذر أعدائه وهددهم «بالتعرض للضرب بعون الله» في حال استمروا في ممارسة العنف وقال: «سيتناثرون مثل الطحين الملقى في الهواء».
قُتِلَ باتريس غاهونغو وهو زعيم حزب الاتحاد من أجل السلام والتطور المعارض لنكورونزيزا على يد مسلحين يوم 8 سبتمبر. وحاول مسلحون اغتيال قائد القوات المسلحة الجنرال برايم نيونغابو في كمين ببوجمبورا يوم 11 سبتمبر عام 2015. وأفادت تقارير عن مقتل عدة أشخاص ولكن استطاع نيونغابو النجاة من الهجوم.
تواصل العنف القليل نسبياً خلال الأشهر اللاحقة حيث استمرت عمليات الاستهداف والقتل على طرفي النزاع. وطلب نكورونزيزا في يوم 2 نوفمبر 2015 ممن بحوزتهم أسلحة نارية بصورة غير قانونية تسليمها في غضون خمسة أيام أو «ستتم مقاضاتهم وفقاً لقانون مكافحة الإرهاب وسيتم التعامل معهم كأعداء للأمة».
عُثِرَ على جثة ويلي نزيتوندا مقتولاً يوم 6 نوفمبر، وهو ابن الناشط المعارض بيير كلافير مبونيمبا بعد مضي عدة ساعات على اعتقاله. وقُتِلَ شرطي وأصيب ضباط آخرون حين هاجم مسلحون مركبة تقل عضواً في المجلس الوطني للدفاع عن الديمقراطية – قوى الدفاع عن الديمقراطية في 27 نوفمبر. وأصيب العقيد سيرج كابانيورا أحد قادة المناطق العسكرية في تبادلٍ لإطلاق النار يوم 29 نوفمبر.

### هجمات بوجومبورا يوم 11 ديسمبر
كانت ثلاثة معسكرات تابعة للجيش ومدرسة ضباط في بوجومبورا تحت مرمى نيران مسلحين بتاريخ 11 ديسمبر عام 2015. وأفادت تقارير بمقتل عدة جنود، ولكن أدعت الحكومة أن الهجمات فشِلت. وتواصلت الاشتباكات وتوقفت على ما يبدو بحلول يوم 12 ديسمبر. وأعلن المتحدث باسم الجيش غاسبارد باراتوزا عن تحديث لحصيلة القتلى قائلاً: «بلغت المحصلة النهائية لهجمات العدو الأمس 79 قتيلاً ووقع 45 في أغلال الأسر وتم مصادرة 97 قطعة سلاح، وقُتِلَ من جانبنا ثمانية جنود ورجال شرطة وجُرِح 21 شخص». وقال باراتوزا بعد اكتشاف سكان بوجومبورا لـ39 جثة ملقاة في الشوارع أنها تعود لما سماهم «الأعداء». كما ارتفع عدد القتلى فيما بعد ليصبح 87 شخصاً. وأشارت تقارير في الآن ذاته إلى قيام رجال الجيش والشرطة بالتنقل من منزل لآخر حيث يسحبون الشبان من منازلهم ومن ثم يقتلونهم. ونشر ناشطون على مواقع التواصل الاجتماعي صوراً يُظهِر بعض الجثث لأشخاص قُيدت أيديهم خلف ظهورهم، في حين نفى المتحدث باسم الشرطة بيير نكوريكيه وجود ضحايا إضافيين. وقال المتحدث باسم الجيش باراتوزا أن الذين حاولوا شن غارة على معسكر نغاجارا العسكري كانوا قد تراجعوا وأن قوات الأمن تلاحقهم في ظل «إلحاقها لخسائر كبيرة في صفوفهم». كما ألغت الخطوط الجوية الكينية رحلاتها إلى مطار بوجومبورا الدولي يوم 11 ديسمبر، ولكن أعلنت عن نيتها استمرار الرحلات يوم 13 دسيمبر.
أعلن الاتحاد الأفريقي في سياق العنف الحاصل خلال منتصف شهر ديسمبر من عام 2015 عن عزمِه إرسال قوات حفظ سلام إلى بوروندي، بيد أن الحكومة رفضت إدخال أي قوات وهددت باعتبارها غزواً في حال أُرسلت هذه القوات دون إذنها. وأُعلِن رسمياً يوم 23 ديسمبر عن تشكيل مجموعة متمردة هدفها إسقاط حكم نكورونزيزا وتنحيته عن كرسي الحكم، ودعت هذه المجموعة نفسها قوات بوروندي الجمهورية. وأعرب نكورونزيزا يوم 30 ديسمبر عن عدم ترحيبه بقوات حفظ السلام التابعة للاتحاد الأفريقي وقال أن الجيش سيقاومها إذا ما حاولت نشر جنودها في بوروندي.

### أحداث 2016-2017
شكلت الحكومة لجنة هدفها التشاور مع الناس حول أفكار الإصلاح السياسي عام 2015. وقال رئيس اللجنة جاستن نزويسابا في 24 أغسطس 2016 حول النتائج التي خلصت إليها اللجنة كانت مؤيدة لإلغاء حدود الولاية الرئاسية قائلاً: «قال الناس يجب عليهم إلغاء حدود الولاية؛ ما يعني أن الرئيس يستطيع الترشح لأي فترة من الزمن يريدها.» أشار نكورونزيزا يوم 30 ديسمبر عام 2016 إلى عزمه ترشيح نفسه لفترةٍ رئاسية رابعة في حال جرى تغيير الدستور، شريطة أن يكون ترشيحه في «إرادة الشعب» على حد قولِه.
أصيب وزير المياه والبيئة والتخطيط إيمانويل نيونكورو بطلق ناري وأُردِي قتيلاً في بوجومبورا خلال الساعات الأولى في اليوم الأول من يناير عام 2017. عيّن نكورونزيزا لجنة لوضع مسودة تضع تغييرات مقترحة على الدستور بما يتماشى مع نتائج العملية التشاورية، ودعمت اللجنة إلغاء الحدود الزمنية على الولاية الرئاسية في غضون ستة أشهر.
قُتِلَ ثلاثة أشخاص وأصيب ثلاثة آخرون في 17 مايو 2017 حين ألقى شخص مجهول الهوية قنبلة يدوية في حي موساغا جنوبي العاصمة بوجومبورا. ألقى مهاجمون مجهولون قنبلة يدوية على حانة في شينيا بمنطقة غاتارا الواقعة شمال بوروندي بتاريخ 10 يوليو عام 2017 في حوالي الساعة 8:00 مساءً بالتوقيت المحلي. وهو ما أسفر وفقاً للمسؤولين المحليين والشرطة عن مقتل 8 أشخاص وإصابة 66 آخرين بجروح، وكان 10 منهم في حالة خطيرة.
ألقى مهاجمون مجهولون قنبلتين يدويتين في منطقة بار بوينزي ببوجمبورا حوالي الساعة 8 مساءً في يوم 8 أغسطس عام 2017، ما أدى لمقتل شخصين وإصابة خمسة آخرين بجروح. وأدت حادثة أخرى وقعت خلال ليلة 17 أغسطس عام 2017 إلى مقتل ما لا يقل عن ثلاثة أشخاص وإصابة 27 في بوجمبورا، وذلك بعد إلقاء قنابل يدوية على حانتين في منطقة بوينزي وفقاً لما أفادت به مصادر الشرطة والمستشفيات.

## اللاجئون
أفادت الأمم المتحدة أن 40,000 شخص كانوا قد نزحوا من البلاد بحلول 6 مايو عام 2015 طلباً للأمان في بلدان رواندا وجمهورية الكونغو الديمقراطية وتنزانيا المجاورة. كما زاد عليهم نزوح ما لا يقل عن 10,000 شخص بحلول يوم 13 مايو. وقالت الأمم المتحدة يوم 14 مايو أن عدد من نزحوا من بوروندي وصل إلى 70,000 شخص. وبلغ عدد اللاجئين 112,000 شخص يوم 18 مايو عام 2015.
استشرى وباء كوليرا بين اللاجئين في تنزانيا بحلول يوم 22 مايو 2015 وتأثر أكثر من 3000 شخص، وتوفي ما لا يقل عن 31 شخص جراء المرض وتراوح عدد حالات الإصابة التي كُشِف عنها يومياً ما بين 3 إلى 500 حالة.
قالت الأمم المتحدة في فبراير عام 2017 أن عدد اللاجئين الذين نزحوا من بوروندي وصل إلى 380,000 شخص، وتوزع معظمهم في تنزانيا المجاورة.

## ردود الأفعال

### الداخلية
الحكومة
أغلقت الحكومة محطة «راديو بابليك أفريكان» الإذاعية وحجبت خدمات المراسلة الفورية ومواقع التواصل الاجتماعي التي اعتبرتها تساهم في تنظيم الاحتجاجات. وأدانت منظمة مراسلون بلا حدود القيود المفروضة على الصحافة وسبل التواصل بين الأفراد.
القوات المسلحة
أعلن وزير الدفاع الجنرال بونتيان غاكوبوندج أن الجيش يلتزم الحياد يوم 2 مايو عام 2015 ودعا إلى إنهاء ما اعتبره الهجوم على حقوق المواطنين. وصرح قائد القوات المسلحة الجنرال برايم نيونغابو في يوم 3 مايو قائلاً حول الجيش أنه: «ما زال وسيظل جمهورياً وجيشاً مخلصاً يحترم قوانين وقواعد بوروندي وهؤلاء ممن يحكموها.»

### الدولية
منظمات
- الأمم المتحدة: دعا الأمين العام للأمم المتحدة بان كي مون السلطات البوروندية إلى «إجراء تحقيق فوري في الوفيات التي وقعت خلال المظاهرات الأخيرة من أجل محاسبة المسؤولين.»[99] حاولت الأمم المتحدة العمل على تسهيل عقد محادثات بين الحكومة والمعارضة وجماعات المجتمع المدني.[21]
- الاتحاد الأفريقي: دعت رئيسة مفوضية الاتحاد الأفريقي نكوسازانا دلاميني زوما في يوم 7 مايو عام 2015 الحكومة إلى تأجيل الانتخابات بسبب عدم الاستقرار.[100] وصدق مجلس السلام والأمن التابع للاتحاد الأفريقي بتاريخ 18 ديسمبر من نفس العام على بعثة ضمت 5000 جندياً من قوات حفظ السلام. وهددت ببدء العمل بالمادة رقم 4(h) من القانون التأسيسي للاتحاد الأفريقي، وهو ما يخولها من نشر قوة تدخل دون موافقة الدولة المضيفة في حال لم تقبل الحكومة البوروندية دخول بعثة حفظ السلام في غضون 96 ساعة.[101]
- مجموعة شرق أفريقيا - أبدت المجموعة قلقها إزاء عدد طالبي اللجوء في البلدان المجاورة الخائفين من أحداث العنف.[102] وسافر وزراء خارجية كل من رواندا وكينيا وتنزانيا وأوغندا إلى البلاد سعياً لإيجاد حل للأزمة.[21]

دول
- بلجيكا – صرحت وزارة الخارجية البلجيكية يوم 21 مايو عام 2015 بشأن الاضطرابات: «سيكون التمديد لفترة رئاسية ثالثة لطخة عار على أعلى مستويات شرعية السلطة التنفيذية ببوروندي وستجعل إكمال البرنامج الثنائي أمراً مستحيلاً.»[103]
- كينيا – طلب الرئيس أوهورو كينياتا من بوروندي تأجيل إجراء الانتخابات الرئاسية.[42]
- رواندا – أصدرت الحكومة الرواندية تصريحاً يوم 4 مايو ورد فيه: «تحث رواندا حكومة بوروندي على أخذ الخطوات الفورية اللازمة لضمان حماية سكانها وإنهاء الوضع الإنساني المتدهور واسترجاع السلام.»[104]
- جنوب أفريقيا – دعت جنوب أفريقيا يوم 19 مايو بوروندي إلى تأجيل الانتخابات المزمعة لأجلٍ غير مسمى، وذلك إلى حين يتم استرجاع الاستقرار في البلاد.[105]
- الولايات المتحدة – أبدى وزير الخارجية جون كيري قلق بلاده إزاء الوضع في البلاد يوم 4 مايو 2015.[2]